# La Creu del Pou
La Creu del Pou és una obra de Sant Martí de Centelles (Osona) inclosa a l'Inventari del Patrimoni Arquitectònic de Catalunya.

## Descripció
Petita creu commemorativa de pedra, amb un sòcol piramidal amb una inscripció.

## Història
Creu bastida després de la Guerra Civil per commemorar els fets passats a el Pou el 1937.
Uns pagesos foren executats pels comitès revolucionaris que els acusaven d'un aixecament feixista.